# 安渡島
安渡島(あんどじま)は、広島県江田島市にある無人島。

## 地理
能美島沖合に位置する。

## 灯台
島の最高峰付近に安渡島灯台がある。島にある小さな船着場から階段を上ることで行くことができる。初点は1967年1月。その後1980年3月に改築。

## その他
2004年9月にはテレビ新広島の釣りごろつられごろで放送された。
小さな島でGoogleマップには地形の表記がない。